# Руженская волость
Ру́женская во́лость — административно-территориальная единица в составе Карачевского уезда Орловской (с 1920 – Брянской) губернии. 
 Административный центр — село Ружное.
Волость была образована в ходе реформы 1861 года. Являлась одной из наиболее крупных волостей уезда.
В апреле 1924 года волость была расформирована, а её территория вошла в состав новообразованной Карачевской волости.

## Административное деление
По состоянию на 1887 год, в Руженскую волость входили следующие населённые пункты:
Верхоболотье (Костихинские выс.), Акуловские дворы, выселок из д.Ревны (Морозовский), Кольное, выселок из д.Подосинок, Сатанинка, Казинка, Подосинка, Акулова, Паслова, Покров, Лужецкая, Якимушкина, Ревны, Бобровка, Кашкаданова, Власовка, Костихина, Трубченинова, Богатырево, Голубино, Бражина, Серкина, Ивановка, Ружное, Речица, Юшкова, Куприна, Сычевка, Гремячье, Колпачек, Пластова.
По состоянию на 1920 год, в Руженскую волость входили следующие сельсоветы: Барыбинский, Большеакуловский, Большеподосинский, Бобровский, Богатырёвский, Бражинский, Верболотьевский, Власовский, Голубинский, Гремяченский, Дудоровский, Ивановский, Казинский 1-й и 2-й, Колпачевский, Коптиловский, Костихинский, Кошкодановский 1-й и 2-й, Купринский 1-й и 2-й, Лужецкий, Малоакуловский, Малоподосиновский, Морозовский, Пластовский, Покровский, Пословский, Рёвенский, Речицкий, Руженский, Сатанинский, Сычовский, Трубчениновский, Якимушковский.